# GMMTV
GMMTV (на тайски: จีเอ็มเอ็มทีวี, чете се Джи Ем Ем Ти Ви), съкратено от Grammy Television („Грами Телевижън“, старото име на компанията) е телевизионна дъщерна компания на тайландския медиен конгломерат GMM Grammy, част от The One Enterprise, който продуцира телевизионни сериали, песни и музикални клипове. Основана е на 3 август 1995 г. Настоящият изпълнителен директор е Сатапорн Паничраксапонг.

## История
GMMTV Company Limited (на тайски: บริษัท จีเอ็มทีวี จำกัด, още позната като Grammy Television Company Limited; на тайски: บริษัท แกรมมี่ เทเลวิชั่น จำกัด) е основана на 3 август 1995 г. от изпълнителни директори на GMM Grammy, които съзират бизнес потенциал в развитието на тайландската телевизионна индустрия. Маркетинговият отдел на компанията е отделен като съмостоятелно учреждение с цел навлизането в телевизионната индустрия. GMMTV започва да продуцира шоута и музикални предавания за аналогови телевизионни канали като Channel 3, Channel 5, Channel 7 и iTV. Изпълнителните директори са Сайтхип Монтрикул на Аюдхая и Дуангджай Лорлетуит.
През 2007 г. Сайтхип Монтрикул на Аюдхая напуска компанията, ставайки изпълнителен директор на GMM Media Public Co., LTD. Тогавашният заместник изпълнителен директо, Сатапорн Паничраксапонг, става новият изпълнителен директор и прекръства компанията на GMMTV Company Limited.
На 2 февруари 2009 г. компанията започва да излъчва кабелният и сателитен канал Bang Channel, местейки някои от предаванията, излъчвани по Channel 5, на своя канал. Започва да произвежда и ралични жанрове телевизионни предавания, а не само шоута и вузикални предавания. На 29 юни 2011 г. GMMTV си партнира с телевизионният продуцент Рънгтам Пумсийнил за създаването на Memiti Co., Ltd с цел постигането на растеж и иновация сред тайландската телевизионна индустрия. 70% от фирмените дялове се държат от GMMTV, а 30% от Рънгтам. Memiti става дъщерна компания на GMMTV.
След реструктуриране на GMM Grammy на 24 юни 2015 г. борда на директорите на компанията взема решение да продаде целите 70% от дяловете на The One Enterprise (One 31 channel business group), като по този начин Memiti става дъщерна компания на The One Enterprise. На 5 декември борда на директорите на GMMTV взема решение да прекъсне кабелния и сателитния си канал и да съсредоточи усилията си в продуциране на предавания за цифровите канали One31 и GMM 25. В резултат на това Bang Channel прекъсва излъчването си на 31 декември 2015 г.
На 22 ноември 2022 г. по време на пресконференцията GMMTV 2023 Diversely Yours (в превод: „GMMTV 2023 Разнообразно ваши“), Сатапорн обявява, че GMMTV ще инвестира на 51% в Parbdee Tawesuk Co., Ltd., творческата компания, който съпродуцира сериали като F4 Thailand: Boys Over Flowers, The Gifted и други, с цел да разшири бизнес модела на GMMTV и да доближи тайландският шоубизнес до нови висини на световния пазар. Сделката е завършена месец по-късно, на 22 декември 2022 г.

## Актьори и телевизионни личности

### Настоящи
Следният списък включва всички артисти, които работят към компанията в момента, включително и телевизионни водещи, актьори и певци.
- Арчен Айдин (Джунг)
- Арун Асауасуебсакул (Форд)
- Атапхан Пхунсауат (Гън)
- Беняпа Джийнпрасом (Вю)
- Бхасиди Петчсутий (Лукджун)
- Бхобдхама Ханса (Джава)
- Чаникарн Тангкабодий (Прим)
- Чарисар Олдъм (Чари)
- Чатчауит Течарукпонг (Виктор)
- Чаякорн Джутамас (Джей Джей)
- Чаяпол Джутамас (Ей Джей)
- Чаяторн Трайратанапрадит (Туй)
- Чают Горсурат (Тайтън)
- Чомпуупънтип Темтанамонгкол (Ейкеър)
- Деччарт Тасилп (Сий)
- Гауин Каский (Флюк)
- Харит Чийуагаруун (Синг)
- Хирункит Чангкхам (Нани)
- Джакрапатр Кеупанпонг (Уилям)
- Джиратчапонг Срисанг (Форс)
- Джирауат Сутиваничсак (Дю)
- Джирунтанин Трайратанайон (Марк)
- Джитарапхол Потиуихок (Джими)
- Джъмпол Адълкитипорн (Оф)
- Джутхапич Индраджундра (Джейми)
- Канапан Пуйтракул (Фърст)
- Кантий Лимпитикранон (Кенджи)
- Канярат Руангрунг (Пиплой)
- Касидет Плукпхол (Бук)
- Кей Лерпситичай
- Кирати Пуангмалий (Тайтъл)
- Китипат Чаларагсе (Голф)
- Китипоп Серийвичаясауат (Сатанг)
- Корапат Кирдпан (Нанон)
- Кронгкуан Накорнтхап (Джаоинг)
- Лио Съсей
- Люк Ишикауа Плоуден
- Метас Опас-иамкаджорн (Мик)
- Метауин Опас-иамкаджорн (Уин)
- Начат Дужнтапун (Ники)
- Начча Чуеданг (Парн)
- Нанапхас Лотнамчютсакун (Мюнич)
- Напат Патчарачавалит (Ун)
- Наравит Лертраткосум (Понд)
- Нарут Пратийпавамета (Франк)
- Натачай Бунпрасерт (Дънк)
- Натарит Уоракорнлертсит (Марк)
- Натанон Тонсенг (Флюк)
- Натауат Джирочтикул (Форт)
- Ничапа Праепийракул (Майме)
- Нити Чайчитаторн (Помпам)
- Нопанът Гънтачай (Боун)
- Норауит Титичароенрак (Джеминай)
- Нътнича Сангманий (Приам)
- Очирис Сууаначийп (Унгпао)
- Паначай Сриариярънгруанг (Джуниър)
- Паначакорн Ръексириарий (Стемп)
- Панса Восбейн (Милк)
- Патара Ексангкул (Фоеи)
- Патчара Силапасуунторн (Сърф)
- Патхита Порнчумронрут (Пан)
- Патранит Лимпатиякорн (Лов)
- Патсит Пермпуунсават (Сууд Ят)
- Пакин Куна-анувит (Марк)
- Пауат Читсауангдии (Ом)
- Пауин Кулкаруняуич (Пауин)
- Пийракан Тиаусууан (Ачи)
- Перауат Сангпотират (Крист)
- Пханурож Чалармкижпорнтавий (Пепър)
- Пхачаторн Танауат (Плойпат)
- Промпирия Тхонгпутарук (Папанг)
- Пхудтрипарт Бхудтхонамочай (Рю)
- Пууин Тангсакюен (Пууин)
- Пичетпонг Чирадатесакунвонг (Хонг)
- Пирапат Уатанасетсири (Ърт)
- Плойнира Хирунтавийсин (Капуук)
- Плоушомпуу Супасап (Джан)
- Плуъм Понгписал (Плуъм)
- Пуун Митпакдий (Пуун)
- Прекуан Пхонгскул (Бимбем)
- Прийяпат Лорсууансири (Ърн)
- Пурим Ратанаруануатана (Плуъм)
- Пусит Дистхаписит (Флюк)
- Пусарасорн Босууан (Бони)
- Путипонг Джитбут (Чокун)
- Рачанун Махауан (Филм)
- Рамида Джиранорапхат (Джейн)
- Рапийпонг Супатинийкитдеча (Лего)
- Рутрича Пхапакитхи (Киизе)
- Сахапхап Уонграч (Микс)
- Сапол Асауамунконг (Грейт)
- Сарин Ронакиат (Ин)
- Сарунчана Аписамаймонгкол (Ай)
- Сатабут Ладеки (Дрейк)
- Сивакорн Лертчучот (Гай)
- Супа Сангауорауонг (Ест)
- Супакорн Срипхотхонг (Под)
- Сувиджак Пиянопхарож (Кийн)
- Танапон Сукумпантанасан (Пърт)
- Танутчай Уиджитуонгтхонг (Монд)
- Татчакорн Буунлапаянан (Годжи)
- Тауан Вихократана (Тей)
- Тауинан Анукуулпрасерт (Сий)
- Тийрадеж Витхийпанич (Тий)
- Тешоу Промсака На-Саколнакорн (Тешоу)
- Танабуун Киатниран (Ау)
- Танабуун Уанлопсиринун (На)
- Танапон У-синсап (Ленг)
- Тханасет Сурияпорнчайкул (Еуро)
- Тханат Данджесда (Нът)
- Тханат Лоукхунсомбат (Лий)
- Тханатхат Танджарарак (Инди)
- Тханауат Ратанакитпайсарн (Каотанг)
- Танауин Пхойчароенрат (Уини)
- Танауин Тийрапхосукарн (Луи)
- Тараторн Джантхарауоракарн (Бум)
- Тхасорн Клиниум (Еми)
- Тийпакон Куанбуун (Пром)
- Тхинипхан Тантуй (Тор)
- Типакорн Тхитатхан (Ом)
- Тритипуум Течапайкхун (Ню)
- Типнарий Уийрауатнодом (Намтан)
- Тонтауан Тантиведжакул (Ту)
- Трай Нимтауат (Нио)
- Уачирауит Руангуиуат (Чимон)
- Уануимол Дженасаваметий (Джун)
- Уатчара Сукчум (Джени)
- Уей-ар Сангнгерн (Джос)
- Уейрают Чансуук (Арм)
- Уонгравий Натийторн (Скай)
- Уоранит Тхауорнуонг (Мук)
- Йонгуарий Анибол (Фа)